# لاتام (نیویورک)
لاتام (به انگلیسی: Latham) یک منطقهٔ مسکونی در ایالات متحده آمریکا است که در کلونی (نیویورک) واقع شده‌است. لاتام ۱۰۷٫۹ متر بالاتر از سطح دریا قرار دارد.